# Hořlavina

GHS symbol pro hořlavé chemikálie

Hořlavina je látka, která za podmínek požáru hoří a uvolňuje při tom energii, nejčastěji světlo a teplo. Během procesů hoření mění svůj chemický charakter a při tom může docházet (v závislosti na povaze hořlaviny a podmínkách hoření) k vývoji široké palety látek a to včetně látek toxických.
Podle bodu vzplanutí se hořlaviny - hořlavé kapaliny - rozdělují do čtyř tříd.
- I. třída – bod vzplanutí do 21 °C (aceton, lehké benzíny, methanol, sirouhlík)
- II. třída – bod vzplanutí nad 21 °C do 55 °C (lakový benzín, petrolej, styren)
- III. třída – bod vzplanutí nad 55 °C do 100 °C (motorová nafta, výševroucí petrolej)
- IV. třída – bod vzplanutí nad 100 °C do 250 °C (topné oleje, anilin, nitrobenzen, tetrabutylcín, tridekan a vyšší alkany od pentadekanu)